# Winfred Adah Omwakwe
Winfred Adah Omwakwe is de eerste Keniaanse die een internationale schoonheidstitel behaalde.
Ze werd verkozen tot Miss Earth 2002 op 7 augustus 2003 nadat Džejla Glavović uit Bosnië ontslagen werd als Miss Earth wegens het niet naleven van de regels van de Miss Earth organisatie.
Omwakwe, bekend als Winnie, behaalde een diploma in Health Care Management in Kenia en haalde een certificaat in fysiotherapie. Zij is afkomstig uit de hoofdstad Nairobi.

## Biografie
De vader van Omwakwe stierf toen ze 10 jaar oud was en haar moeder stierf toen Omwakwe 12 jaar oud was. Ze is de jongste van een broer of zus van drie jaar oud. Zijn broer, de oudste, is advocaat en zorgt voor de behandeling van goederen. Zijn zus is ook advocaat. Ze traden op als zijn surrogaatouders na de dood van hun ouders.
Omwakwe is lid van de Luhya-stam.
Ze is afgestudeerd aan het Kenya Institute of Health Care Management, waar ze een certificaat van fysiotherapeut heeft ontvangen. Ze komt uit Nairobi en meet 1,75 cm.
Ze was ook finalist in Miss Univers Kenya Kenya 2001, maar kon de titel niet winnen. Later kwam ze op de tweede plaats in de Miss Kenya Tourism Contest en ging naar Manila om haar land te vertegenwoordigen in de Miss Earth-showcompetitie.